# Luis Elías Villanueva
Luis Elías Villanueva. Fue designado por el gobierno nacional como Interventor Federal de facto a cargo del gobierno de la Provincia de Mendoza en 1944. Elías Villanueva no fue el último interventor de la Revolución de Junio. Lo sucedió Aristóbulo Vargas Belmonte.
| Predecesor: Humberto Sosa Molina (de facto) | Interventor Federal de la Provincia de Mendoza (Gobernador) 1944 - 1946 | Sucesor: Aristóbulo Vargas Belmonte (de facto) |

- Datos: Q5787840